# 中科美菱
中科美菱低温科技股份有限公司（英語：Zhongke Meiling Cryogenics Co.,Ltd.；北交所：835892，简称：中科美菱），是中国北京证券交易所的一家上市公司，主营业务为低温制冷设备和产品的研发、生产和销售。主要产品和服务为超低温冷冻存储箱系列、医用冷藏箱系列、医用冷藏设备系列。

## 历史
公司前身为中科美菱低温科技有限责任公司，由合肥美菱股份有限公司与中国科学院理化技术研究所共同出资于2002年设立。2015年整体变更为股份公司并更为现名。2016年2月24日，在全国股转系统挂牌公开转让。2022年10月18日，在北京证券交易所上市，股票简称为“中科美菱”，股票代码为“835892”。
2022年，公司实现营业收入4.06亿元，同比下降12.64%；实现净利润5258.69万元，同比下降22.09%。